# Embarcadero COMFERPET

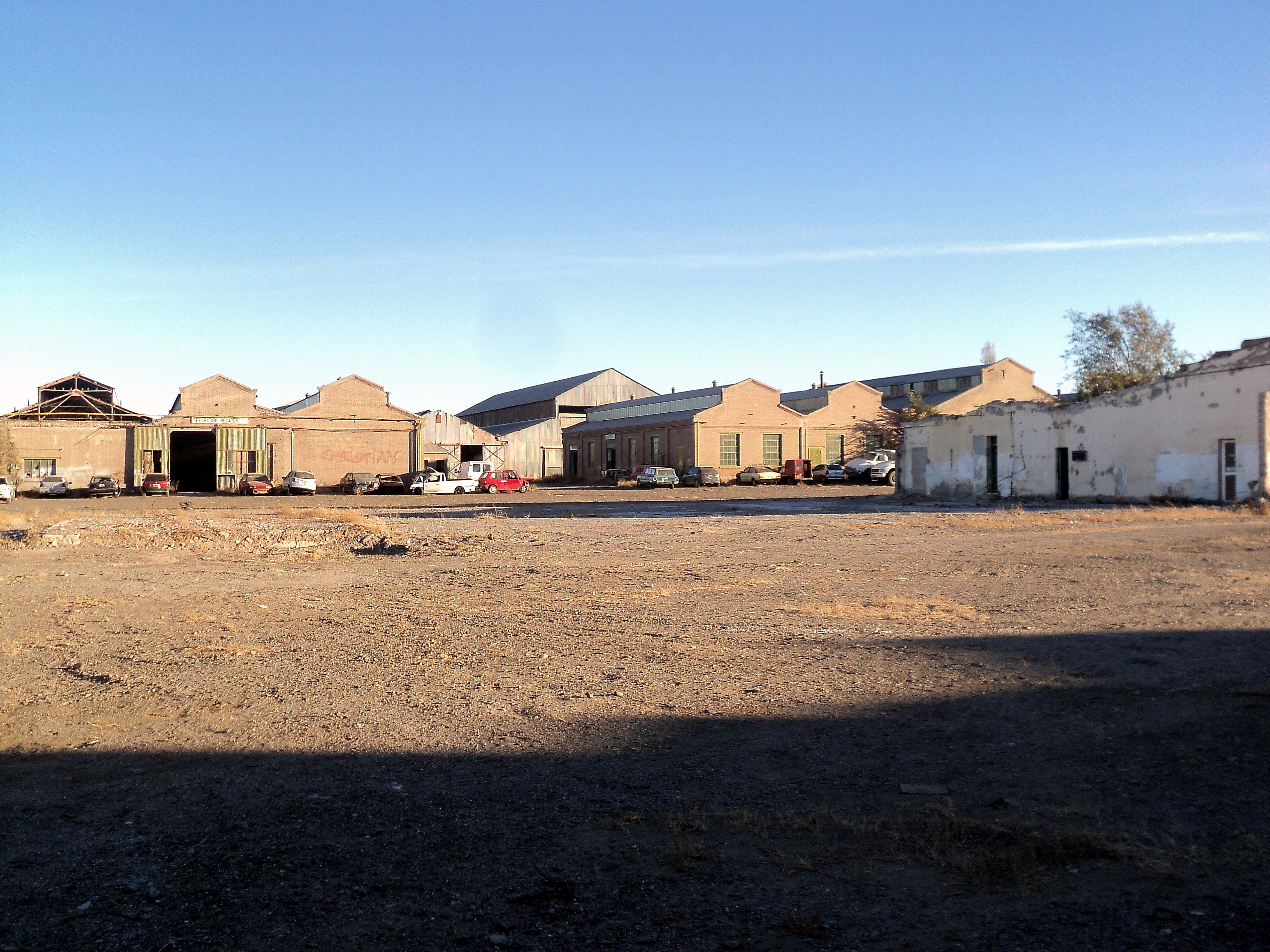
Los galpones de COMFERPET, concentraban los trabajos industriales y hoy como simples depósitos de Petroquímica casi sin actividad.

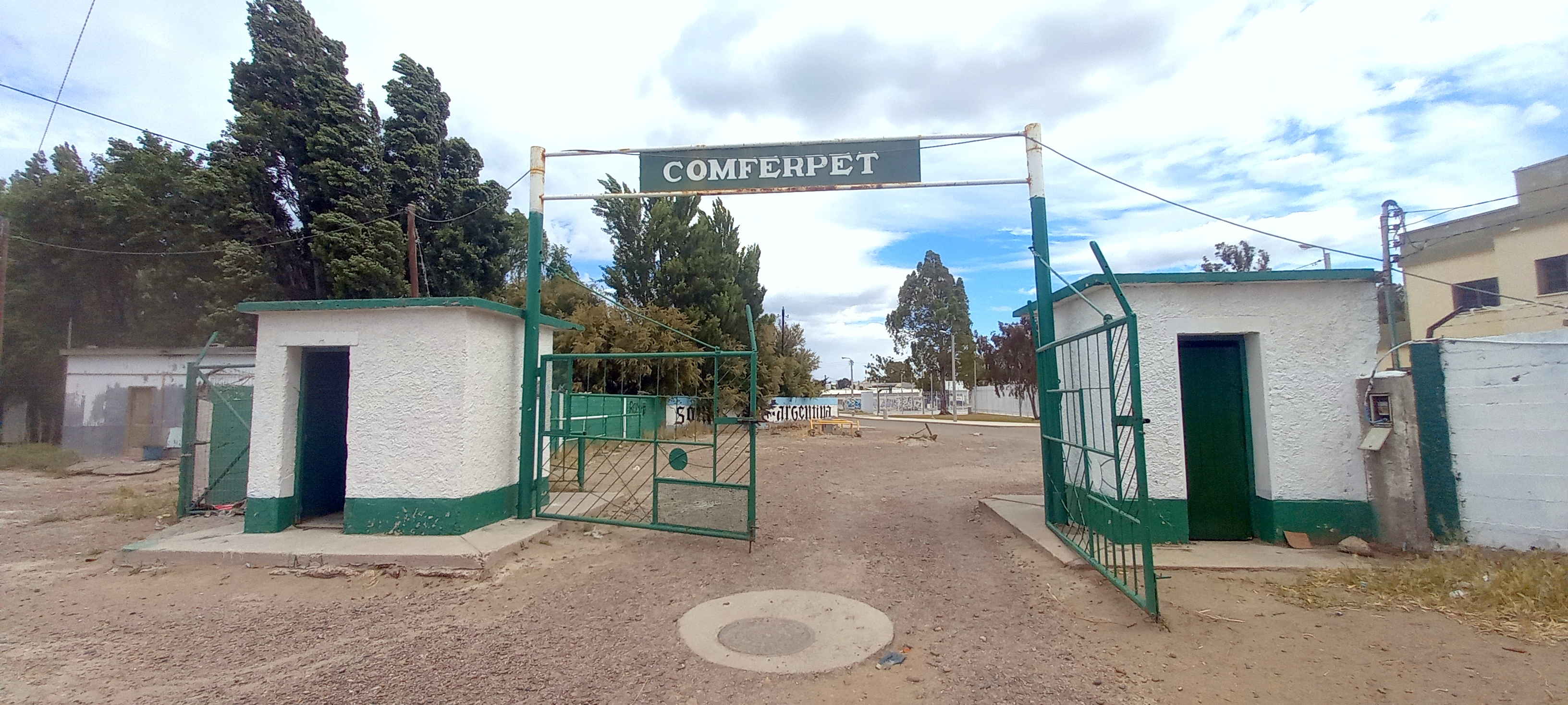
cartel en club Petroquímica con la antigua denominación del barrio, club, embarcadero y la empresa histórica

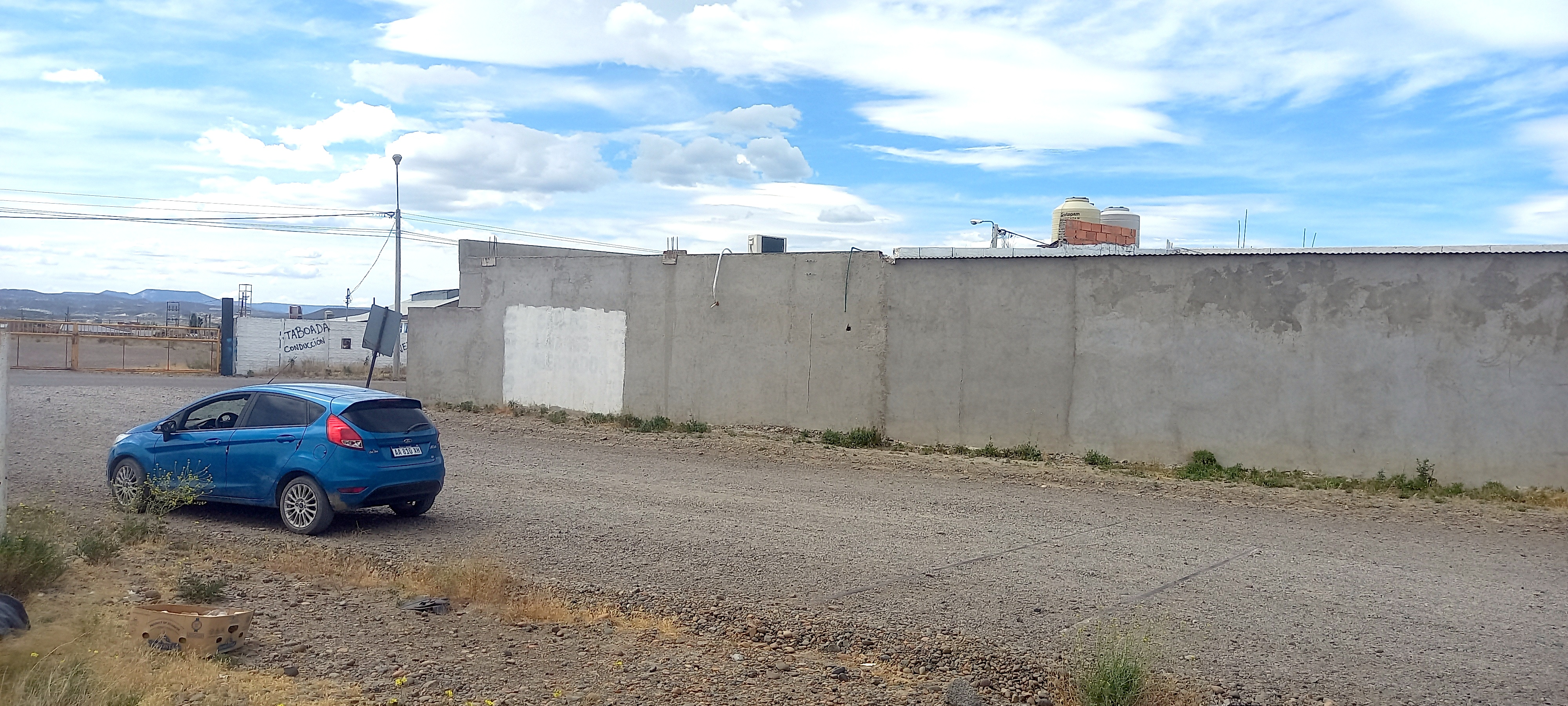
Vías supervivientes del ramal a COMFERPET atravesando el barrio Don Bosco, pero interrumpidas por el crecimiento del barrio.

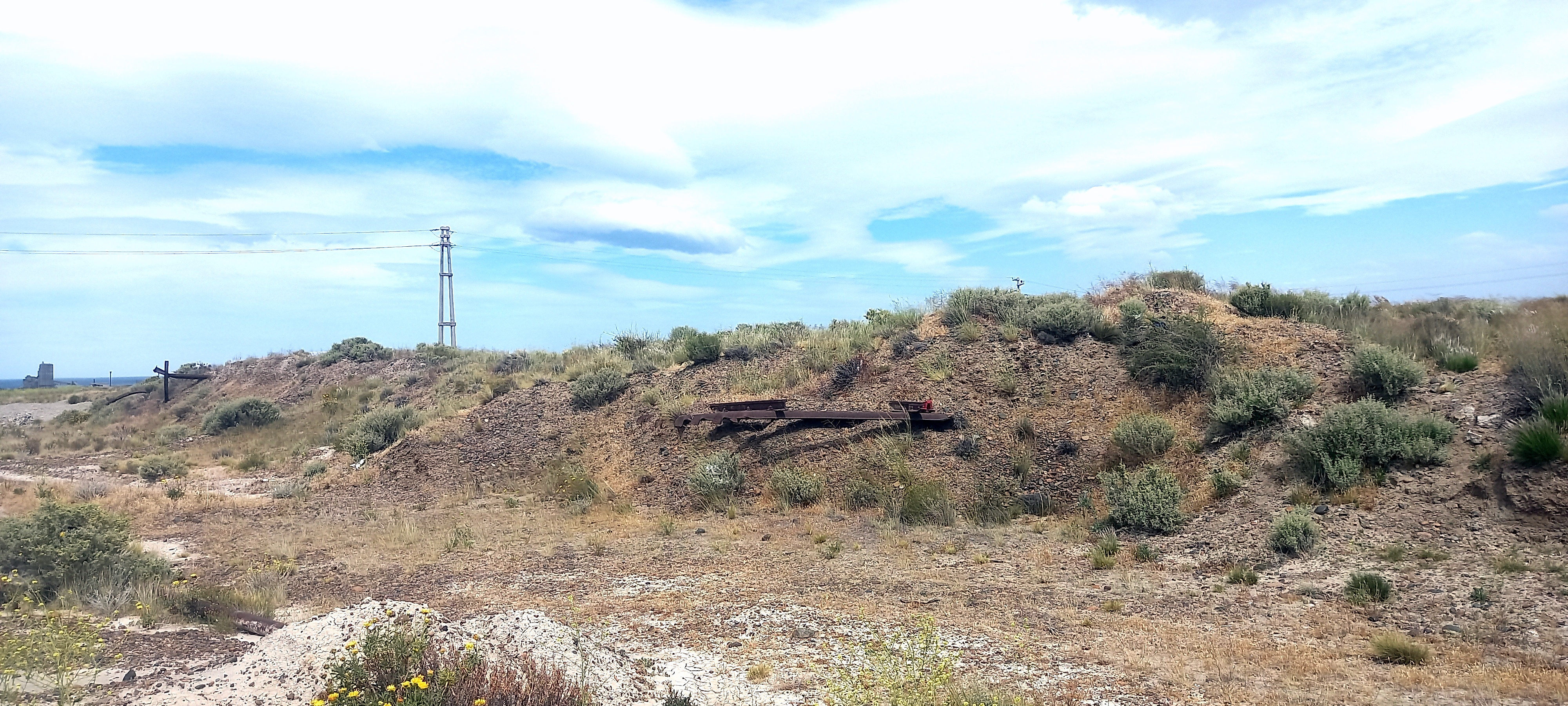
Restos del terraplén y vías cerca del inicio del ramal

COMFERPET era un embarcadero ferroviario y punto terminal del ramal homónimo. Durante su existencia destacó como un importante punto de cargas y por funcionar como una de las 4 punta de rieles del servicio suburbano que lo utilizó asiduamente como parada. Fue creado por iniciativa privada de la hoy Petroquímica Comodoro Rivadavia para conectarse al Ferrocarril de Comodoro Rivadavia que unía a esta localidad con el denominado barrio Don Bosco, ambas ubicadas en el departamento Escalante de la provincia de Chubut (Argentina).

## Toponimia
Tanto el ramal y su embarcadero tomaron su nombre sobre la base de la empresa que los concibió. A su vez, dicho nombre es una contracción de "Compañía Ferrocarrilera de Petróleo"; propietaria particular del ramal - desvío. Su sede se hallaba cerca del embarcadero que oficiaba también de parada ferroviaria. Con el tiempo también la localidad tomó el nombre de la compañía, pero después tomaría su nombre actual. Hoy esta empresa pasó a ser Petroquímica Comodoro Rivadavia que mantiene el predio intacto de su antecesora, pero no su actividad ferroviaria.
Por otro lado, la guía de nomenclatura se refiere al embarcadero como:

«Parada ferroviaria ubicada en el ramal de COMFERPET a Astra. Se debería escribir: Com-Fer-Pet y representa a manera de una sigla el nombre abreviado de "Compañía Ferrocarrilera de Petróleo" que es la propietaria del desvío particular en que se haya establecida la parada.»
Enrique Udaondo

Esta información permite dilucidar que ya para 1942 este punto era notoriamente solo una parada ferroviaria sin categoría de estación o apeadero. Llamativamente, la recomendación de escritura del nombre no se respetó apareciendo en minúscula o mayúsculas en la mayoría de los documentos.
Por último, su apodo "Km 8" se debe a un redondeo del kilometraje de 10.4 km que lo separaba de Comodoro. El acortamiento en 8 y no en 10 u 11 kilómetros fue tomado en base al punto kilométrico donde se emplazaba el empalme Astra, lugar de inicio del ramal y para evitar confusiones con los otros puntos cercanos.De cualquier manera, el apodo caló hondo entre la población que terminó llamando al embarcadero y a la localidad-barrio Km 8 en forma alternativa e informal; cuya vigencia se mantiene aún.

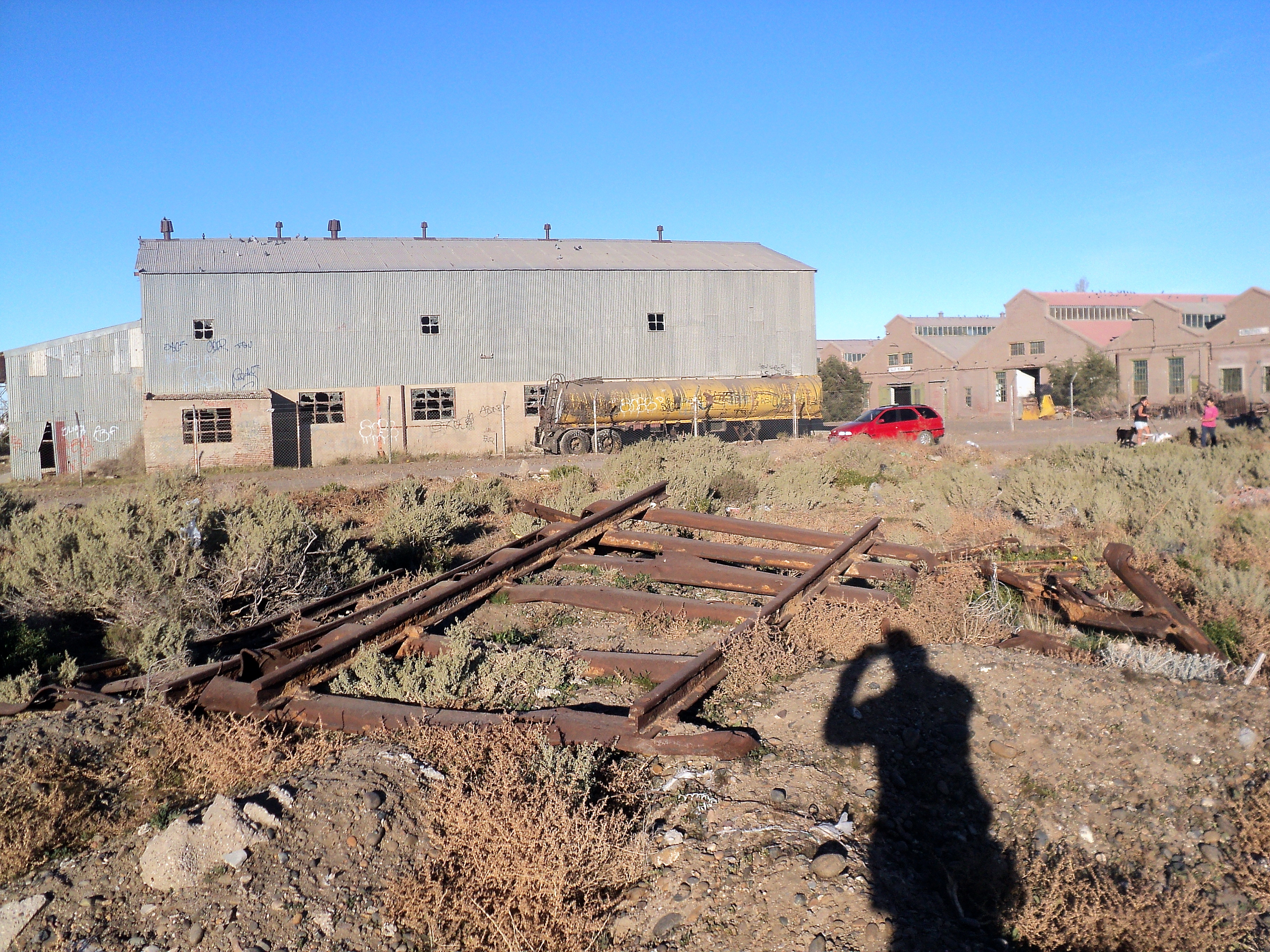
Últimos tramos de vías abandonados en km. 8, al frente del predio de Petroquímica

## Generalidades
Los vestigios de lo que fuera el embarcadero y el ramal se ubican en el barrio Don Bosco. El embarcadero al funcionar como apeadero permitía el acceso de los viajeros a los trenes o su descenso en este lugar, aunque no se vendían pasajes ni contaba con una edificación que cumpliera las funciones de estación propiamente dicha siendo considerado una parada ferroviaria simple. En 1958 se informaba que el equipaje que no sea bulto de mano, debería ser cargado o descargado, según el caso, por el interesado directamente en el furgón. En tanto, en las cargas se emitía guía, con indicación del embarcadero, y/o de la estación más allá. También, recibía cargas con flete pagado en procedencia y despachaba cargas con flete a pagar el destino.
En lo concerniente al ramal, su acotada dimensión de casi dos kilómetros lo situó como el ramal más pequeño del ferrocarril por debajo del ramal a Punta Piedras y el de Astra. En cuanto a este largo, la mayoría de los informes convergen en 1900 metros, pero algunos difieren como en el itinerario de 1938que informa 2 kilómetros; mientras que los itinerarios de 1946, 1948 y el informe de 1958 notificaron 2.1 kilómetros de largo. La leve variación del largo del ramal pudo deberse un mero redondeo, error en su medida como sucedió en el itinerario de 1940 o una ampliación para facilitar las maniobras. De cualquier manera, sus reducidas dimensiones llevaron a los diversos itinerarios e informes a considerarlo un simple desvío o un ramal minoritario que no merecía gran descripción. Además, su funcionamiento se correspondía con el de un desvío particular ya que su punto terminal no poseía infraestructura ferroviaria como edificio propio y carecía de un mecanismo de giro para las máquinas que se veían obligadas a volver a la vía principal marcha a tras como se suele ejecutar en los desvíos particulares. 
Pese a esto, la magnitud de los movimientos de carga y pasajeros situaron al ramal apenas por debajo del ramal a Astra; el más importante de los ramales derivados del ferrocarril de Comodoro Rivadavia a Sarmiento. Esto fue posible gracias a la intensa actividad que la COMFEPET forjó en su polo industrial y a la población que llegó atraída. El peso de los movimientos de carga y pasajeros en el ramal se acabó de consolidar cuando la compañía, al final de la Segunda Guerra Mundial, terminó de forjar su polo al poner en funcionamiento nuevas industrias paralelas a la producción de petróleo: la planta de cemento, la planta de cinc y el lavadero de lana.

## Historia
Desde 1920 se comienza actividades la empresa Ferrocarrilera de Petróleo en Km 8. Para proveer hidrocarburos al naciente ferrocarril la empresa se ve obligada a construir un ramal y un embarcadero. El mismo sería clave para llevar a cabo las operaciones de la compañía. La naciente empresa construyó ramal que tenía más forma de desvío particular con sus 1.900 metros de longitud el cual iniciaba en el empalme Astra y culminaba en su predio. Años después este desvió se volvió una línea del ferrocarril de Comodoro y llegó a contar con la categoría de embarcadero con gran utilidad para sus cargas y el transporte de pasajeros a la fábrica y el mismo barrio. No obstante, la actividad oficial inicia en 1921.
La principal función de COMFERPET era el traslado del petróleo que la empresa homónima producía para el ferrocarril y luego para exportación a través del apeadero Muelle YPF.
El embarcadero fue administrado por la empresa en forma privada hasta la nacionalización de los ferrocarriles en 1946, impuesta durante el mandato de Perón. La empresa fue administrada por el Estado Nacional hasta 1978, cuando se clausura el ferrocarril y la empresa fue privatizada por órdenes de Martínez de Hoz y paso a llamarse Petroquímica Comodoro Rivadavia.
El ramal ferroviario a COMFERPET cumplía la importante labor de traer y llevar empleados y cargas de la empresa. El acceso al ramal traía a las formaciones ferroviarias la peculiar tarea de efectuar un largo retroceso para retornar a la vía principal. Esto sucedía porque en el final del ramal no se contaba con ningún mecanismo para girar.
El embarcadero fue clave para el ferrocarril que participó de la obra hidráulica del dique Florentino Ameghino que comenzó en el año 1950. El ente de Agua y Energía Eléctrica contrata el cemento producido por Petroquímica. Los trenes transportaron todo el material producido en proximidades del embarcadero para luego hacer el viaje de Km 8 al puerto y desde allí a Madryn, para luego ser llevado por el ferrocarril Central del Chubut hasta el dique. La obra finalizó en 1963 y la construcción demandó más de 1500 toneladas de cemento.
Para la década de 1950 la zona contaba con habitantes significativo. De este modo, fue contada entre las pocas localidades que el ferrocarril servía según la Gobernación Militar de Comodoro Rivadavia para inicio de los cincuenta. Luego, para 1957 se informó que el campamento COMFERPET contaba con 2500 habitantes, cifra que la ubicó entre las más pobladas. Este crecimiento sería más leve en los sucesivos años, y Don Bosco (llamada COMFERPET O Petroquímica) terminaría siendo un barrio más de Comodoro.
El embarcadero formaba parte del Ferrocarril de Comodoro Rivadavia que comenzó a funcionar en el año 1910 y que fue cerrado definitivamente en el año 1978 cesando su actividad ese mismo año.
Para 1993 había aun abundancia de rieles oxidados y era más fácil ubicar el lugar. En donde llegaba el tren en esos años ya era un estacionamiento. El ferrocarril fundamentalmente traía y llevaba empleados, y luego retrocedía a la vía principal.

### Años posteriores

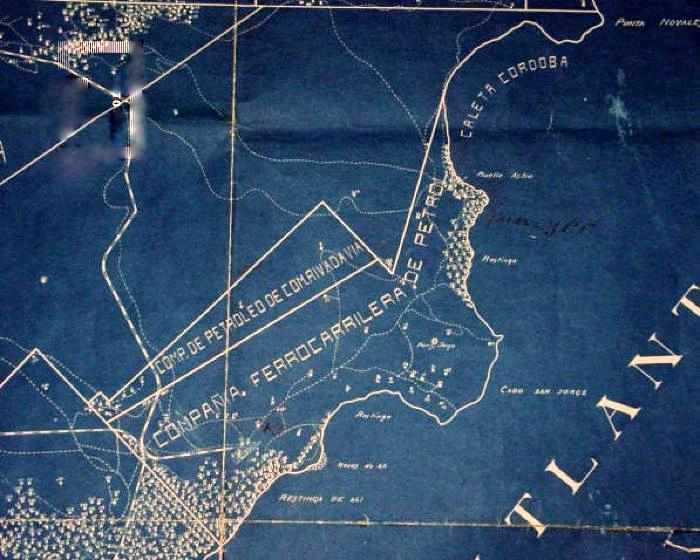
Detalle del Yacimiento de COMFERPET atravesado por diferentes caminos y las vías del ramal que salía del empalme a Astra al embarcadero.

A pesar de estar casi levantado en su totalidad el ramal a COMFERPET, aún se conservan restos de rieles y terraplén en sus alrededores. Una reapertura tangible tomó fuerza cuando el barrio Presidente Ortiz y su patrimonio histórico conservado fueron ejes de un intento de impulso ante la Cámara de Diputados, en 2006, de un proyecto de creación de un nuevo museo ferroviario. El objetivo fue reforzar la identidad ferroviaria que aún se mantiene hasta el presente, hecho que lo constituye como lugar óptimo para el trazado urbano del tren turístico en Comodoro Rivadavia, que partiría de este barrio pasando por Don Bosco, y Astra, agregándose al mismo un ramal hacia Caleta Córdoba, en el cual se podrá apreciar el Faro San Jorge y la belleza del paisaje patagónico. Sin embargo, el proyecto no prosperó.

## Funcionamiento

### Itinerarios históricos
El análisis de itinerarios de horarios de los servicios de larga distancia lo largo del tiempo entre 1928, 1930 y 1936 no nombraron a este punto. Tampoco, el informe de 1955. Esto se debe a que Km 8 estaba completamente relacionado con el servicio suburbano del ferrocarril y estos informes hacen mención a puntos atravesados por el viaje de larga distancia que no pasaba por Km 8.
El itinerario de 1934 fue el primero en aludir a este punto por su nombre. También, brindó información de la sección del servicio suburbano que era ejecutado por trenes mixtos los días lunes y jueves junto con el viaje a Sarmiento. El viaje a vapor partía a las 9 de Comodoro para arribar a Sarmiento 16:50. En tanto, la vuelta se producía los días miércoles y sábados desde las 9 con arribo a estación Comodoro a las 16:35. El tren llegaba al Empalme Astra 9:25 y de ahí tomaba el desvío a este punto. El documento hacía la aclaración que del empalme salía el ramal a COMFERPET, que fue catalogado en este documento como parte de la vía auxiliar de este empalme. También, se describió un viaje dedicado a las cargas que tenía de ejes a Comodoro y Talleres los días miércoles y sábados con partida desde 18:00 y arribo a a Talleres 18:15. Mientras que el regreso se producía los lunes y jueves desde 8:00 con llegada a Comodoro 8:15. En este itinerario fue llamado Desvío Particular Km 8. Con el tiempo el barrio tomaría este apodo de Km 8.
Desde 1938 el itinerario es el primero que nombra a este punto por su nombre. También, se expone las mejoras recibidas por el ferrocarril. Gracias a estas el servicio de pasajero y cargas ligeras fueron ejecutados por ferrobuses que agilizaron los tiempos y permitieron un servicio suburbano para el extenso ejido de Comodoro Rivadavia. De este modo, quedó conformada una línea a Astra y COMFEPET que alcanzaba estas dos puntas de riel en un solo viaje. El viaje se diagramaba de modo que una vez alcanzado el empalme el coche motor iba a Km 8 y desde ahí volvía marcha atrás al empalme para dirigirse a estación Astra, ambos recorridos estaban diferenciados aún. Por otra parte, al ferrobús desde estación matriz, le tomaba alcanzar este punto 17 minutos. Luego en 4 minutos se arribaba al Empalme Astra, el punto más próximo.
El itinerario de Ferrocarriles del Estado del 15 de diciembre de 1940. Todos los viajes de todas las líneas pasaron a operarse con ferrobuses. El viaje principal partía los domingos desde Comodoro a las 7:08 y arribaba a Sarmiento a las 10:45. Por otra parte, el itinerario informaba gran variedad de servicios que ejecutaron el viaje de media distancia a Escalante. Los mismos partían desde Comodoro a las 1:00, 6:35, 11:35, 16:40 y 18:49 y la vuelta desde Escalante se ejecutaba 2:15, 8:00, 13:00, 17:55 y 20:35. Además, el itinerario confirmó que se continuaba con la articulación del ramal a COMFERPET con al recorrido que se ejecutaba hacia el ramal a Astra. Por último, el itinerario a pesar de los más completos no arrojó información sobre el ramal en sí. En cambio, solo se refirió a su embarcadero como "Comferpet" y sin edificación para pasajeros en ese año.
El itinerario de 1945 se dedicó a efectuar exhaustivo conteo de los materiales de las líneas del estado. A pesar de la extensa descripción de la línea no se describió el ramal a COMFERPET, su embarcadero y solo se nombre al ramal como un desvío de 1900 metros que partía desde el Empalme Astra.
El itinerario de trenes de 1946 también hizo alusión al ramal complementario a Astra y del ramal a COMFERPET como en los itinerarios de 1938 y 1940. La línea fue rebautizada como Coche motor a a COMFERPET y Astra. La misma partía desde Comodoro todos los días de 1:10 a 1:23, 7:40, 7:53, de 11:30 a 11:43, de 13:55 a 14:08, 16:10 a 16:23, 17:40 a 17:53, 19:50 a 20:03. El itinerario aclaró que estos tiempos correspondían hasta el empalme a COMFERPET. En cambio, para arribar a COMFERPET se requerían 4 minutos más y para que el viaje finalice en Astra se sumaban 25 minutos a cada viaje.
El mismo itinerario de 1946 fue presentado por otra editorial y en él se hace mención menos detallada de los servicios de pasajeros de este ferrocarril. En el documento se aclaró que la mayoría de los ferrobuses pararían en puntos adicionales que los pasajeros solicitaran para ascender o descender. Las tarifas se cobraban desde o hasta la estación más próxima anterior o posterior. El embarcadero fue llamado CONFERPET con un evidente error ortográfico. El ramal en este documento fue escrito ramal a CONFERPET y Astra, un ramal que combinaba a ambos elementos que estaban alejados pero unidos por el Empalme Astra. De cualquier manera, este es el primer documento que reconoce al embarcadero COMFERPET como punta de riel este y una de las 4 del servicio suburbano de pasajeros junto a Escalante (punta de riel oeste), Comodoro Rivadavia (punta de riel sur) y Astra (Punta de riel norte) 
El 10 de diciembre de 1948 fue presentado un itinerario que no representó grandes variaciones respecto del presentado en 1946 y ratificando sus datos.
Por último, el servicio suburbano es descripto gracias a un informe de noviembre de 1955. En el se detalla la importancia de este punto del ferrocarril que lo tenía de punta de riel junto a Km 27 y Km 20. En este informe se revelan las paradas y horarios de este servicio. En él se menciona a esta parada como "Conferpet", con un evidente error de escritura. Por otro lado, los tiempos del ferrocarril empeoraron, al ferrobús le tomaba unos 24 minutos. En tanto, 4 o 5 minutos tomaba llegar al Empalme Astra. Cabe mencionar que este servicio seguía estrechamente al empalme Astra y la misma estación Astra.

### Registro de boletos
Una extensa colección de boletos mención usual a este punto únicamente con el nombre COMFERPET. La gran frecuencia en la que aparece en estos boletos confirma a COMFERPET como un lugar de alta demanda de pasajes. El viaje podía comprarse en combinación con opción de seguir a Gasoducto o Km 12 (aeropuerto) por el mismo precio. Aunque también se podía adquirir hasta este punto individualmente.

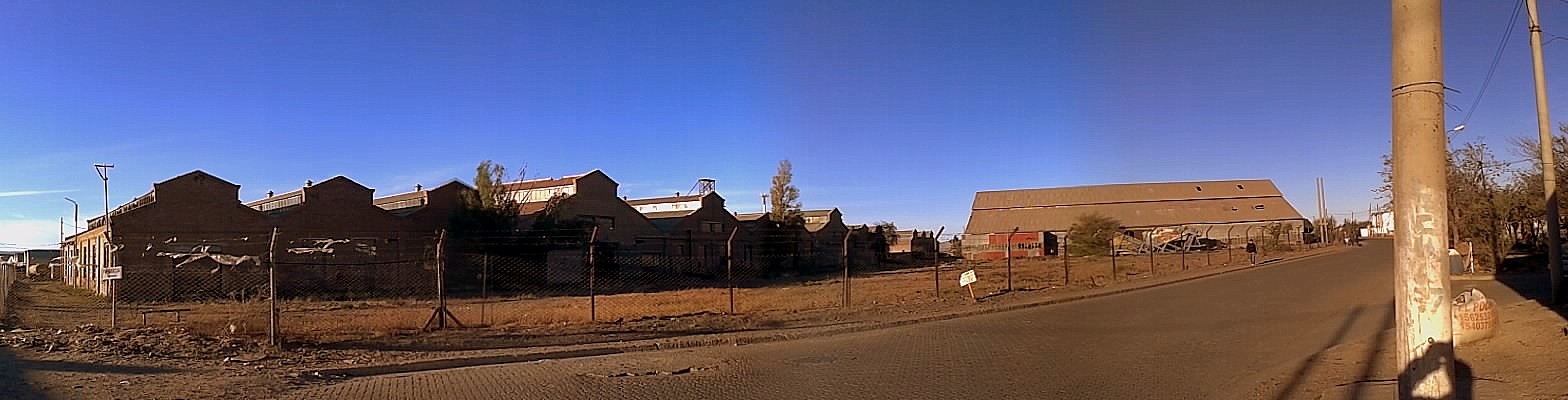
Galpones de COMFERTPET, hoy pertenecientes a Petroquímica. En el pasado fueron eje de los trabajos del ferrocarril y de esta empresa.